# 希普利冰川
71°26′S 169°12′E / 71.433°S 169.200°E
希普利冰川（英語：Shipley Glacier）是南極洲的冰川，位於維多利亞地的彭內爾海岸，處於阿德默勒爾蒂山脈，全長40公里，最終注入普雷舍灣，由英國探險隊繪入地圖。